# Zemljina atmosfera
Zemljina atmosfera je sloj gasova koji okružuju planetu Zemlju i koji zadržava Zemljina gravitacija. Sadrži oko četiri petine azota i jednu petinu kiseonika, dok su količine ostalih gasova neznatne ili u tragovima. Atmosfera štiti život na Zemlji apsorbirajući ultraljubičasto sunčevo zračenje i smanjujući temperaturne ekstreme između dana i noći. Atmosfera ne završava naglo. Ona polagano postaje rjeđa i postepeno nestaje u svemiru. Ne postoji konačna granica između atmosfere i spoljašnjeg svemira. Tri četvrtine mase atmosfere nalazi se unutar 11 km od površine planete. U SAD-u se osoba koja putuje iznad visine od 80 km naziva astronautom. Visina od 120 km označava granicu gdje atmosferski uticaji postaju vidljivi tokom ulaska svemirske letjelice u atmosferu. Takođe se često kao granicu atmosfere i svemira uzima Karmanova linija na udaljenosti od 100 km od površine.
Po zapremini, suvi vazduh sadrži 78,09% azota, 20,95% kiseonika, 0,93% argona, 0,04% ugljen dioksida, i male količine drugih gasova. Vazduh takođe sadrži promenljivu količinu vodene pare, u proseku oko 1% na nivou mora, a 0,4% u celoj atmosferi. Sastav vazduha, temperatura i atmosferski pritisak variraju u zavisnosti od visine, a vazduh pogodan za upotrebu u fotosintezi zemaljskih biljaka i disanje kopnenih životinja nalazi se samo u zemaljskoj troposferi i u veštačkim atmosferama.
Atmosfera ima masu od oko 5,15×1018 kg, od kojih je tri četvrtine unutar oko 11 km (6,8 mi; 36.000 ft) od površine. Atmosfera postaje tanja i tanja s povećanjem nadmorske visine, bez definitivnih granica između atmosfere i svemira. Karmanova linija, na 100 km (62 mi), odnosno 1,57% Zemljinog radijusa, često se koristi kao granica između atmosfere i svemira. Atmosferski efekti postaju primetni tokom atmosferskog spuštanja svemirskih letelica na nadmorskoj visini od oko 120 km (75 mi). U atmosferi se može razlikovati nekoliko slojeva na osnovu karakteristika kao što su temperatura i sastav.
Proučavanje Zemljine atmosfere i njenih procesa naziva se atmosferska nauka (aerologija). Prvi pioniri u ovoj oblasti su bili Leon Tejseren de Bor i Ričarda Asmana.

## Različita područja u atmosferi
Područja u atmosferi nazvana su na sledeći način:
- jonosfera — područje koje sadrži jone: približno odgovara mezosferi i termosferi do 550 km.
- egzosfera — iznad jonosfere gde atmosfera nestaje u svemiru.
- magnetosfera — područje gde je magnetsko polje Zemlje u interakciji sa sunčevim vetrom. Prostire se desetinama hiljada kilometara, s dugačkim repom okrenutim od Sunca.
- ozonski omotač — ili ozonosfera, približno 10—50 km, gdje se nalazi stratosferski ozon. Treba se napomenuti da je čak i unutar ove regije ozon prema obimu manja sastavnica.

gornja atmosfera — područje atmosfere iznad mezopauze.
- Van Alenovi pojasevi zračenja — područja gde čestice sa Sunca postaju koncentrisane.

## Pritisak
Atmosferski pritisak je direktna posledica težine vazduha. To znači da se pritisak vazduha razlikuje sa mestom i vremenom jer se količina (i težina) vazduha iznad Zemlje isto tako razlikuju. Atmosferski pritisak se smanjuje za ~50% na visini od oko 5 km (jednako se i oko 50% ukupne mase atmosfere nalazi unutar najnižih 5 km). Prosečni atmosferski pritisak izmeren na morskom nivou iznosi oko 101.3 kilopaskala.

## Temperatura i atmosferski slojevi
Temperatura Zemljine atmosfere se mijenja s visinom. Između različitih atmosferskih slojeva mijenja se matematički odnos temperature i visine:
- troposfera: od površine do 7 km ili 17 km zavisno o širini vremenskim faktorima, temperatura se smanjuje s visinom.
- stratosfera: od 7—17 km do oko 50 km, temperatura se povećava s visinom.
- mezosfera: od oko 50 km do 80—85 km, temperatura se smanjuje s visinom.
- termosfera: od 80—85 km do 640+ km, temperatura se povećava s visinom.
- egzosfera:od 800 do 3000 km, vazduh je rijedak skoro kao vakuum.

Granice među tim slojevima nazivaju se tropopauza, stratopauza i mezopauza.
Prosječna temperatura atmosfere na površini Zemlje iznosi 14 °C.

## Gustina i masa
Gustina vazduha na nivou mora iznosi oko 1,2 kg/m³ (1,2 , 0,0012 g/cm3). Kao posljedice vremena javljaju se prirodne razlike u barometarskom pritisku na bilo kojoj visini. Ta razlika je relativno malena za naseljene visine ali je mnogo više izražena u spoljašnjoj atmosferi i svemiru zahvaljujući promjenjivom sunčevom zračenju.
Gustina atmosfere se smanjuje s povećanjem visine. Ta se razlika može približno prikazati upotrebom barometarske formule. Meteorolozi i svemirske agencije koriste sofisticiranije modele za predviđanje vremena i orbitalnih propadanja satelita.
Ukupna masa atmosfere iznosi oko 5,1 × 1018 kg, ili oko 0,9 ppm Zemljine ukupne mase.
Gornji postoci sastava atmosfere napravljeni su s obzirom na zapreminu. Pretpostavljajući da se gasovi ponašaju kao idealni gasovi, mogu se dodati postoci pomnoženi s njihovim molarnim masama m, da se dobije ukupno u = zbir (p•m). Tada je bilo koji postotak elementa po masi p•m/t. Kada se to primjeni na gornje postotke dobije se da je sastav atmosfere prema masi 75,523% N2, 23,133% O2, 1,288% Ar, 0,053% CO2, 0,001267% Ne, 0,00029% CH4, 0,00033% Kr, 0,000724% He i 0,0000038% H2.
Ovaj grafikon je prema NRLMSISE-00 atmosferskom modelu koji kao ulazne podatke ima: širinu, dužinu, datum, vrijeme dana, visinu, sunčevu struju te dnevni indeks Zemljinog magnetnog polja.

## Sastav
| Postotni sastav suhe atmosfere, po obimu - ppmv: dijelova po milionu obima | Postotni sastav suhe atmosfere, po obimu - ppmv: dijelova po milionu obima |                                          |
| -------------------------------------------------------------------------- | -------------------------------------------------------------------------- | ---------------------------------------- |
| Gas                                                                        | po Nasi                                                                    |                                          |
| Azot                                                                       | 78.084%                                                                    |                                          |
| Kiseonik                                                                   | 20.946%                                                                    |                                          |
| Argon                                                                      | 0.9340%                                                                    |                                          |
| Ugljen-dioksid                                                             | 365 ppmv                                                                   |                                          |
| Neon                                                                       | 18.18 ppmv                                                                 |                                          |
| Helijum                                                                    | 5.24 ppmv                                                                  |                                          |
| Metan                                                                      | 1.745 ppmv                                                                 |                                          |
| Kripton                                                                    | 1.14 ppmv                                                                  |                                          |
| Vodonik                                                                    | 0.55 ppmv                                                                  |                                          |
| U gornji sastav suve atmosfere nije uključena:                             |                                                                            |                                          |
| Vodena para                                                                | Promjenjive količine; obično čini oko 1%                                   | Promjenjive količine; obično čini oko 1% |

Ugljen-dioksid i metan su ispravljeni prema IPCC TAR tablici 6.1 iz 1998. godine.
Manje sastavnice vazduha koje nisu gore navedene uključuju: azot-monoksid (0.5 ppmv), ksenon (0.09 ppmv), ozon (0.0 do 0.07 ppmv, 0.0 do 0.02 ppmv zimi), azot-dioksid (0.02 ppmv), jod (0.01 ppmv), ugljen-monoksid (0.0 u tragovima), i amonijak (0.0 u tragovima).
Srednja molekulska masa vazduha iznosi 28.97 g/mol.

### Heterosfera
Ispod visine od oko 100  Zemljina atmosfera ima više-manje jednoličan sastav (osim vodene pare) kao što je iznad opisano. Iznad oko 100  Zemljina atmosfera ipak počinje imati sastav koji se mijenja s visinom. To je bitno jer u odsustvu miješanja gustina gasa pada eksponencijalno s porastom visine, ali po stopi koja zavisi od molekulske mase. Stoga sastavnice veće mase (kiseonik i azot) padaju brže nego lakše sastavnice (helijum, molekularni i atomarni vodonik). Stoga postoji sloj nazvan heterosfera u kojoj Zemljina atmosfera ima različit sastav. Kako se visina povećava u atmosferi postepeno prevladava helijum, molekularni i atomarni vodonik. Precizna visina heterosfere i slojeva od kojih je sastavljena mijenja se značajno s temperaturom.

## Evolucija Zemljine atmosfere
O istoriji Zemljine atmosfere prije milijardu godina slabo se zna, ali sljedeće predstavlja vjerovatan slijed događaja. Kako god bilo to još uvijek ostaje područje istraživanja.
Današnja atmosfera se ponekad odnosi na Zemljinu "treću atmosferu" kako bi se razlikovao trenutni hemijski sastav od dva značajno različita pređašnja sastava. Prvotna atmosfera se sastojala od vodonika i helijuma. Toplota (iz rastaljene kore i sa Sunca) je raspršila atmosferu.
Oko prije 3,5 milijardi godina površina se dovoljno ohladila da se oblikuje zemljina kora koja se još uvijek sastojala od brojnih vulkana koji s ispuštali paru, ugljen-dioksid i amonijak. To je dovelo do stvaranja "druge atmosfere" koja je u početku bila sastavljena od ugljen-dioksida i vodene pare uz nešto azota ali praktički bez kiseonika. (Iako simulacije iz 2005. provedene na Univerzitetima u Vaterlou i Koloradu pokazuju da je mogla imati i do 40% vodonika.) Ta je druga atmosfera imala ~100 puta više gasa od trenutne atmosfere. Uopšte, vjeruje se da je efekat staklene bašte, uzrokovan visokim nivoima ugljen-dioksida, čuvao Zemlju od smrzavanja.
Tokom sljedećih nekoliko milijardi godina vodena se para kondenzovala pa je stvorila kišu i okeane koji su počeli otapati ugljen-dioksid. Okeani su apsorbirali približno 50% ugljen-dioksida. Jedna od najranijih vrsta bakterija bile su cijanobakterije. Fosilni dokaz pokazuje da su te bakterije postojale prije približno 3,3 milijardi godina i da su bile prvi evoluirajući fototropni organizmi koji su proizvodili kiseonik. One su odgovorne za prvu promenu Zemljine atmosfere iz anoksidnog (stanje bez kiseonika) u oksidno (s kiseonikom) stanje. Kako su cijanobakterije bile prve koje su započele fotosintezu kiseonika, mogle su promijeniti ugljen-dioksid u kiseonik pa su odigrale glavnu ulogu u oksigenaciji atmosfere.
Fotosintetizirajuće biljke su evoluirale te su i one počele sve više pretvarati ugljen-dioksid u kiseonik. S vremenom je višak ugljena postao zatvoren u fosilnim gorivima, sedimentnim stijenama (krečnjak) i životinjskim ljušturama. Kad se kiseonik oslobodio, reagovao je s amonijakom te stvorio azot; štoviše su i bakterije pretvarale amonijak u azot.
Pojavom sve više biljaka nivo kiseonika se značajno povećao (dok se nivo ugljen-dioksida smanjio). U početku se kiseonik spajao s različitim elementima (npr. gvožđem) da bi se na kraju akumulirao u atmosferi — rezultujući masovnim izumiranjem i daljnjom evolucijom. Pojavom ozonskog omotača (ozon je alotropska modifikacija kiseonika) životni su uslovi bili bolje zaštićeni od ultraljubičastog zračenja. Ova atmosfera od kiseonika i azota čini "treću atmosferu".

## Literatura
- Brasseur, Guy P.; Orlando, John J.; Tyndall, Geoffrey S. (1999). Atmospheric Chemistry and Global Change. Oxford University Press. ISBN 0-19-510521-4..
- Finlayson-Pitts, Barbara J.; Pitts, James N. (2000). Chemistry of the Upper and Lower Atmosphere: Theory, Experiments, and Applications. Academic Press. ISBN 0-12-257060-X. Пронађени су сувишни параметри: |author= и |last1= (помоћ).
- Seinfeld, John H. (20 January 1986). Atmospheric Chemistry and Physics: From Air Pollution to Climate Change (2nd изд.). John Wiley and Sons, Inc. ISBN 0-471-82857-2. Пронађени су сувишни параметри: |author= и |last1= (помоћ); Проверите вредност парамет(а)ра за датум: |year= / |date= mismatch (помоћ).
- Warneck, Peter (2000). Chemistry of the Natural Atmosphere (2nd изд.). Elsevier Science. ISBN 0-12-735632-0..
- Wayne, Richard Peer (2000). Chemistry of Atmospheres: An Introduction to the Chemistry of the Atmospheres of Earth, the Planets, and Their Satellites (3rd изд.). Oxford University Press. ISBN 0-19-850375-X..
- J. V. Iribarne, H. R. Cho, Atmospheric Physics, D. Reidel Publishing Company, 1980

## Spoljašnje veze
- Interactive global map of current atmospheric and ocean surface conditions.
- IGAC The International Global Atmospheric Chemistry Project
- Paul Crutzen Interview - freeview video of Paul Crutzen Nobel Laureate for his work on decomposition of ozone, talking to Nobel Laureate Harry Kroto, the Vega Science Trust
- The Cambridge Atmospheric Chemistry Database is a large constituent observational database in a common format.